# 대위국
대위국(大爲國)은 1135년 묘청이 건국한 나라로, 약 1년간 존속한 나라이다. 수도는 서경(지금의 평양)에 있었다. 반란이라기 보다는 서경천도를 실현시키려는 의도가 크다.연호는'천개'이고 뜻은 '하늘이 열렸다'이다. 그리고 대위국의 군사를 '천견충의군'('하늘이 보낸 충성스럽고 의로운 군대'라는 뜻)이라 하였다.

## 건국 배경
고려 인종 5년인 1127년에 이자겸을 배신하고 척준경이 이자겸에게 오라를 던지자 이자겸의 난이 끝나게 되었으나, 이자겸의 횡포로 개성의 궁궐을 다시 지었다. 이때 문신 정지상이 풍수의 대가 승려 묘청을 소개해 주었고 묘청은 왕의 고문이 되었다. 묘청은 이자겸의 난이 개경 부근의 땅 기운이 다했기 때문이라며 서경으로 천도하라고 왕을 꾀었고, 서경 출신의 관료 정지상, 백수한 등도 그 뜻에 같이했다. 처음에 왕은 서경 천도를 거의 할 것같은 분위기였고, 인종은 계속 서경으로 행차하면서 그 뒤를 밟던 묘청은 오묘한 말로 왕의 마음을 끌어들였다. 결국 서경에 대화궁이 지어졌는데, 조정은 묘청의 서경파와 김부식의 개경파로 갈라져 있었다. 대화궁에는 벼락 등이 떨어져 궁에 불이 붙고 잦은 천재지변과 변고가 일어나자 인종은 서경 천도에서 마음이 떨어졌다. 묘청은 그 소식을 듣고 더운 기름을 묻힌 오색 떡을 강물에 던져놓고는,
"오색의 영롱한 물은 용의 침입니다. 용이 서경으로 가라는 뜻을 밝히는 것이 아니겠습니까?"
인종은 강 속을 뒤져 떡을 발견하였고 서경천도가 완전히 취소되자 서경천도를 실현시키려고 묘청은 대위국을 세운 것이다. 묘청은 개경 출신의 대소신료부터 노비까지 모두 싹 감옥에 쳐놓고 조광과 난을 도모하여 대위국을 세웠다.

## 고려 침공 계획
서북면 각지의 수령을 새로이 임명하고, 개경을 쳐들어 가려는 궁리만 했다. 인종은 묘청을 다시 개경으로 오라했으나 사신을 통해 표문만 올린채 떠나버렸다.

## 자멸
개경파의 김부식이 토벌군의 장군이 되고 정지상과 백수한을 왕의 만류에도 불구하고 죽인 후, 묘청을 살해하고 그의 목을 윤첨이 가져오자 왕은 조광을 풀어주었으나, 윤첨은 옥에 갇히고 조광은 분을 참지 못하고 서경으로 침투했으나, 김부식이 서경에 불을 지르고 조광은 불 속에서 춤을 추며 자살했으며 부하들도 같은 행동을 따라하면서 결국 대위국은 조광왕 1년인 1136년 자멸하고 고려로 귀속되었다.

## 멸망 이후
김부식은 인종의 신임을 받으면서 최고 직위인 문하시중에 오르고 《삼국사기》를 편찬하였다. 조정은 잠잠했으나 인종은 세상을 떠나버렸다.

## 역대 지도자
국왕은 공석이였으며 묘청과 조광은 왕을 칭하지 않았다.
| 대수 | 이름 | 재임          |
| ---- | ---- | ------------- |
| 1    | 묘청 | 1135년        |
| 2    | 조광 | 1135년~1136년 |